# Brislach
Brislach (gsw. Brislech) – gmina (niem. Einwohnergemeinde) w północnej Szwajcarii, w kantonie Bazylea-Okręg, w okręgu Laufen. 31 grudnia 2020 roku liczyła 1 690 mieszkańców. 